# 諾曼第大空降 (書籍)
《諾曼第大空降》（英語：Band of Brothers）是一本敘述了美國陸軍第101空降師第506傘兵團第2營E連在第二次世界大戰歐洲戰場作戰之情況的書籍。作者是美國歷史學家史蒂芬·安布羅斯。雖然這本書講述了E連戰鬥的過程。但它關注的是E連的士兵之生活狀況。這本書後來被湯姆·漢克斯、埃里克·詹德森和史蒂芬·史匹柏改編成2001年HBO的戰爭迷你影集《兄弟连》。

## 背景
這本書以史蒂芬·安布羅斯對美國陸軍第101空降師第506傘兵團第2營E連前成員的採訪為基礎。這些採訪是美國路易斯安那州紐奧爾良國家諾曼第登陸博物館收集諾曼第登陸口述歷史的一部分。